# Palác Dunaj
Palác Dunaj (palác Donau) je konstruktivistická budova na rohu ulic Národní č.10 a Voršilská č. 14, v části obce Nové Město v Praze 1. Hlavní vstup je z Národní třídy čp. 138/II, vedlejší vchod z Voršilské ulice.

## Dějiny domu

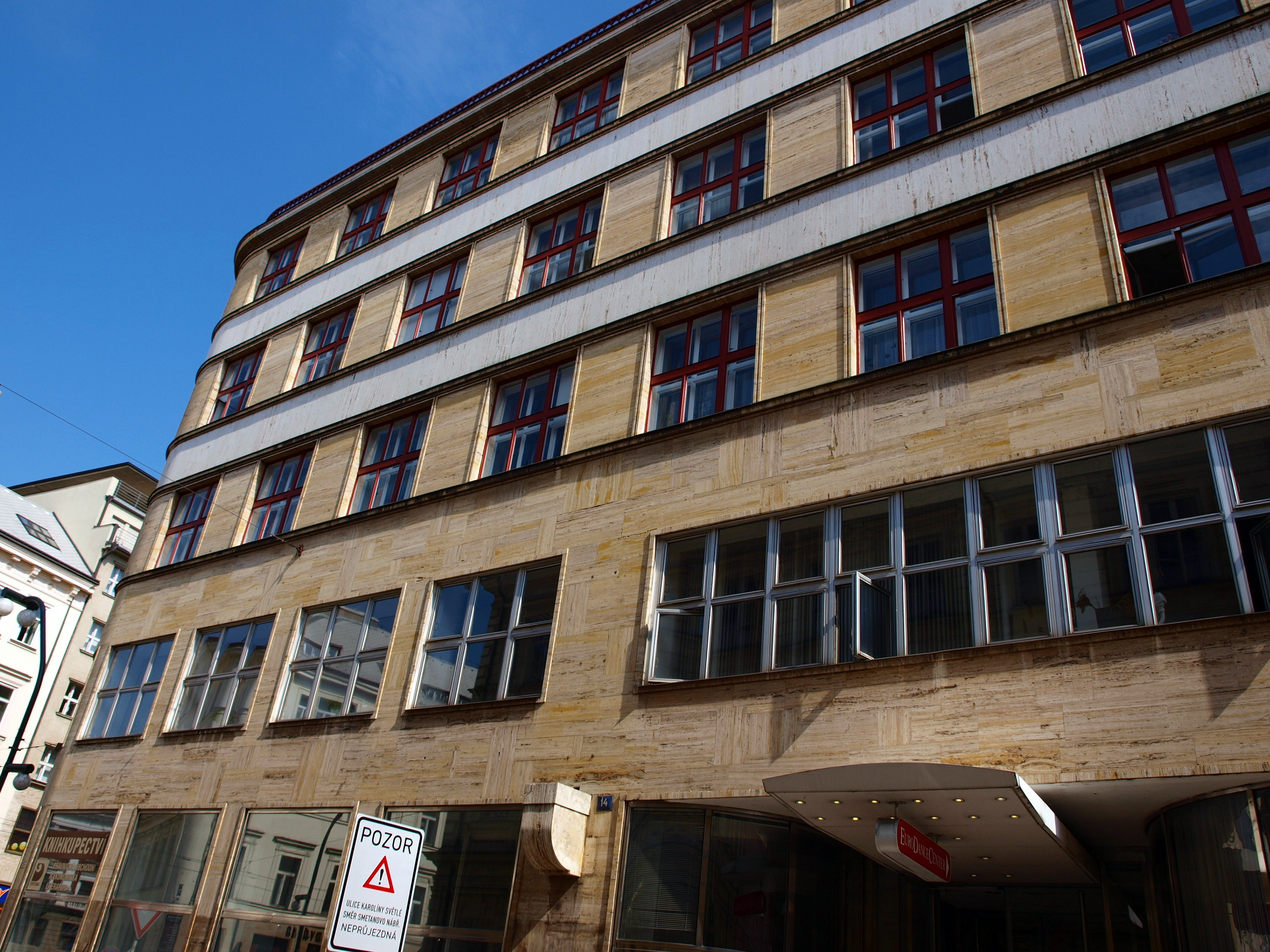
Palác Dunaj z Voršilské ulice

Na místě dnešního paláce býval ve středověku příkop mezi Starým a Novým Městem pražským a na jeho jižní straně začínala někdejší vesnice Opatovice. Mezi prvními domy Nového Města pražského se tam připomíná od roku 1378 dům, který voják Bokko (Voko) koupil od Pešlina Budanera. Roku 1385 jej prodal soudnímu písaři Hankovi a dále se v držení domu vystřídali kožešníci Melchior, Petr Kartus, Jan Litochleb a  Pešík ze Smrdova.   
V roce 1655 zde měl dům Mikuláš Hložek ze Žampachu
Dále zde stál barokní palác hraběnky Antonie z Bubna, po ní jej vlastnil František Karel hrabě Vratislav z Mitrovic a od jeho synovce Františka Adama jej roku 1785 zakoupil Jan František Christian hrabě ze Sweerts-Šporku, po něm jej zdědil jeho potomek Filip. V domě roku 1835 bydlel malíř Antonín Mánes, otec Josefa Mánesa. Vystřídala jej přestavba klasicistního Wallisova paláce z roku 1845, který byl zbořen v roce 1928. 
Autorem současné stavby pro někdejší ředitelství rakouské pojišťovny Donau v Praze byl německý architekt Adolf Foehr, žák Jana Kotěry. Palác patří mezi Foehrovy nejlepší a nejpokrokovější díla. Jde o nárožní pětipatrový dům. Palác je zvenku obložen žlutavým travertinem a dvěma pásy bílého travertinu ve vyšších patrech. Stavba paláce byla dokončena v roce 1930.
V paláci je dosud funkční původní oběžný výtah, tzv. páternoster, který roku 1936 vyrobila továrna Českomoravská Kolben-Daněk.
Přízemí paláce sloužilo přes dvě desetiletí Kulturnímu středisku NDR, které zde do roku 1990 mělo své knihkupectví. V roce 1975 se uskutečnila první etapa rekonstrukce paláce. Druhá etapa úprav se uskutečnila již v letech 1991-1993 podle projektu Roberta Colingwooda pro British Council a britské kulturní středisko. 
Roku 2021 byla zahájena třetí rekonstrukce, jejíž projekt navrhl mezinárodní architektonická kancelář Chapman Taylor. Po jejím dokončení v roce 2023 má palác mít kancelářské prostory o celkové ploše víc než 6 700 m2 a 2 000 m2 pro maloobchodní jednotky a služby.

## Využití paláce
V budově sídlí Školicí a vzdělávací centrum ČAK, Odbor výchovy a vzdělávání, Odbor matriky, oddělení kontrolní, oddělení pro věci kárné. Vedení ČAK sídlí v nedalekém Schirdingovském paláci na Národní třídě 118/16., dále společnosti CK Fischer, Taneční škola Plamínek, zubní ordinace, a advokátní kanceláře. V přízemí se v roce 2024 otevřela interaktivní expozice Zažijte Evropu, která představuje fungování Evropské unie.